# 船橋市立法典西小学校
船橋市立法典西小学校（ふなばししりつ ほうでんにししょうがっこう）は、千葉県船橋市上山町にある公立小学校。愛称は、「法西（ほうにし）」。

## 沿革
- 1984年 -  船橋市西部台地の開発と住宅化による居住民の増加のため、社会的、教育的要求により開校。 葛飾小学校、法典小学校、行田西小学校の生徒の一部が移管児童として入学した。初代校長は飯田順之。
- 1993年 -  開校10周年記念行事。
- 2003年 -  開校20周年記念行事。
- 2009年 -  校舎増築工事。
- 2013年 -  開校30周年記念式典・航空写真撮影。
- 2015年 -  校舎増築工事。
- 2018年 -  開校35周年記念式典・航空写真撮影。
- 2023年 -  開校40周年記念式典・航空写真撮影。

## 交通
- JR武蔵野線船橋法典駅下車　徒歩約10分

## 著名な出身者
- 関菜々巳（バレーボール選手：東レアローズ）